# Kiss János (labdarúgó, 1936)
Kiss János (1936. október 10. – 1993) labdarúgó, kapus.

## Pályafutása
1958 és 1962 között a Bp. Honvéd labdarúgója volt. Az élvonalban 1958. augusztus 31-én mutatkozott be a Győri Vasas ETO ellen, ahol 0–0-s döntetlen született. Tagja volt az 1958–59-es idényben bajnoki bronzérmet szerző csapatnak. 1963–64-ben a Csepel, 1965 és 1968 között a Komlói Bányász labdarúgója volt. Élvonalbeli pályafutását a VM Egyetértés együttesében fejezte be. Az élvonalban összesen 96 mérkőzésen szerepelt.

## Sikerei, díjai
- Magyar bajnokság
  - 3.: 1958–59